# 荆芥
裂叶荆芥，卽中药所用荆芥，是裂叶荆芥属的一种。

## 形态
多年生草本，株高約30-40cm，有强烈的香气。茎直立具四棱；叶子对生，茎基部的叶子羽状深五裂，中部的叶子三烈，裂片为披针形，上部为线性叶子；夏季开淡红紫色唇形花，簇生叶腋或者顶生成穗状花序；长圆状三棱形小坚果，有小点。

## 分布
生于林下、山坡、路旁、干草原或湿草甸子边。分布于黑龙江、河北、山西、内蒙古、陕西、甘肃，蒙古及俄罗斯也有分布。

## 药用
- 辛溫。入肺，肝經。

荆芥还是皮肤科常用药。 中医认为荆芥可“祛皮里膜外之风”，既能疏风，又能胜湿，既入气分宣郁，又入血分通络，为血中之风药。 其配伍防风可增强止痒功效，常用于治疗急慢性荨麻疹、湿疹、风疹、麻疹、银屑病、皮肤瘙痒、疮疡初起等症。
作为一种中草药，其药用部分为荊芥干燥地上部分，具有解表散风、透疹功效，对过敏性炎症有较好的疗效。
- 治產後血暈。
- 本品炒黑用於止血。
- 與防風為藥對。

## 扩展阅读
- 維基物種上的相關：裂叶荆芥

## 外部連結
- 荊芥 Jingjie （页面存档备份，存于） 藥用植物圖像數據庫 (香港浸會大學中醫藥學院) （中文）（英文）
- 荊芥 中藥材圖像數據庫  (香港浸會大學中醫藥學院) （中文）（英文）
- 荊芥 Jing Jie （页面存档备份，存于） 中藥標本數據庫 (香港浸會大學中醫藥學院) （繁體中文）（英文）